# دی ایج
دی ایج (به انگلیسی: The Age) روزنامه‌ای است که از سال ۱۸۵۴ در ملبورن، استرالیا منتشر می‌شود و مالک و ناشر آن شرکت فیرفاکس مدیا (به انگلیسی: Fairfax Media) است. این روزنامه هم‌اکنون به شکل چاپی و برخط ارائه می‌شود.

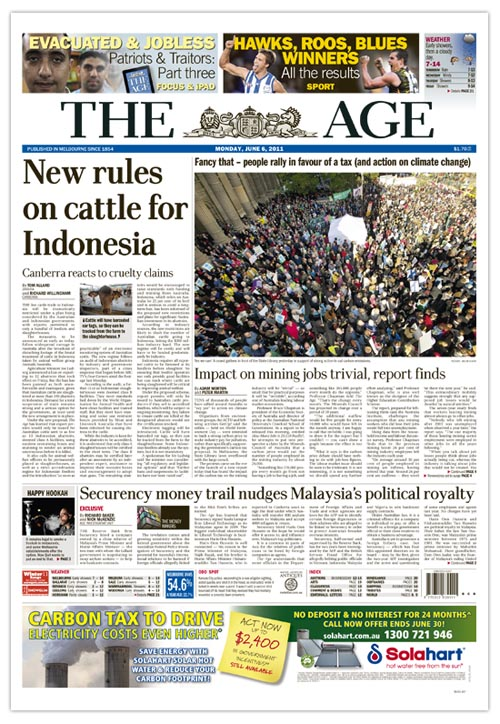
صفحه اول دی ایج در تاریخ ۶ ژوئن ۲۰۱۱